# Palacio de Cañete
El palacio de Cañete, también conocido como palacio del Marqués de Camarasa, es un edificio de la ciudad española de Madrid.

## Historia y características
El edificio data del siglo xvi. Perteneció al Marqués de Cañete, quien en 1654 fue atravesado por una estocada. La única persona que lo acompañaba en aquel momento era Antonio Amada, que era un sacerdote. Por tanto era extraño que un religioso utilizara un arma de este tipo como lo es un estoque para acabar con la vida de alguien. No obstante se le consideró culpable y fue ahorcado, pero cómo se hacía usualmente en aquella época, que cuando alguien cometía un crimen particularmente maligno, siniestro o reprobable, se hacía algún tipo de escarmiento físico, sea en vida o muerte. En este caso, le cortaron una mano al clérigo que clavaron y dejaron expuesta como símbolo de lo que había ocurrido. Semanas después uno de los criados confiesa que él ejecutó al marqués por una cuestión de celos. 
Sito en el número 69 de la calle Mayor, en el distrito Centro, fue residencia de gobernadores civiles y alcaldes. Fue reformado por Fermín Díaz a comienzos del siglo xix. En 1986 el Gobierno Civil se trasladó a la calle Miguel Ángel y el edificio se convirtió en dependencias del ayuntamiento, ya que se encuentra junto a la Casa de la Villa. Tuvo esta función hasta el traslado del ayuntamiento al Palacio de Comunicaciones de Cibeles.
En 2010, el edificio, una vez rehabilitado, se convirtió, tras la firma de un convenio entre Trinidad Jiménez, ministra de Exteriores y presidenta del Centro Sefarad-Israel y Alberto Ruiz-Gallardón, alcalde de Madrid, en la sede de dicho consorcio por un período de cesión de 30 años.